# 35年で35曲 “夏と恋” 〜夏の数だけ恋したけど〜
『35年で35曲 “夏と恋” 〜夏の数だけ恋したけど〜』（さんじゅうごねんでさんじゅうごきょく なつとこい なつのかずだけこいしたけど）は、TUBEの1枚目のミックスアルバム。2020年6月24日にSony Music Associated Recordsから発売された。規格品番：AICL-3913。

## 概要
デビュー35周年企画。『35年で35曲 “汗と涙” 〜涙は心の汗だから〜』と同日発売。
“夏と恋”をテーマに35曲を選曲し、「あー夏休み」「シーズン・イン・ザ・サン」「夏を抱きしめて」「きっとどこかで」などの夏を代表するヒット曲や代表曲の数々をDJ和がMIXを手掛けた。本作に収録された楽曲は原則的に1コーラスまたはサビ部分のみなどショート・サイズとなっているが、ラストの「夏よありがとう」のみフルサイズとなっている。
「いただきSummer」は2019年に味の素「クノール®冷たい牛乳でつくるカップスープ」のタイアップソングに起用されるも、配信を含めて長い間発売されていなかった楽曲で、本作にショートサイズとして収録され、初めて商品化された。なお、フルサイズは本作より2週間後に発売されたアルバム『日本の夏からこんにちは』にて初めて商品化されている。
本作のCDの発売以降、同日発売の『35年で35曲 “汗と涙” 〜涙は心の汗だから〜』と共に長い間各配信サイトでのダウンロード配信及びサブスクリプション配信が行われていなかったが、発売から5年後の2025年6月4日に配信が開始された。

## 収録曲
| #         | タイトル                               | 作詞              | 作曲                | 編曲               | 時間  |
| --------- | -------------------------------------- | ----------------- | ------------------- | ------------------ | ----- |
| 1.        | 「Only You 君と夏の日を」              | 前田亘輝          | 春畑道哉            | TUBE               | 1:33  |
| 2.        | 「Beach Time」                         | 亜蘭知子          | 織田哲郎            | 織田哲郎           | 1:37  |
| 3.        | 「いただきSummer」                     | 前田亘輝          | 春畑道哉            | TUBE               | 1:05  |
| 4.        | 「夏を抱きしめて」                     | 前田亘輝          | 春畑道哉            | TUBE               | 2:26  |
| 5.        | 「あー夏休み」                         | 前田亘輝          | 春畑道哉、前田亘輝  | TUBE               | 1:44  |
| 6.        | 「だって夏じゃない」                   | 前田亘輝          | 春畑道哉            | TUBE               | 1:21  |
| 7.        | 「灼熱らぶ」                           | 前田亘輝          | 春畑道哉            | TUBE               | 1:29  |
| 8.        | 「夏番長」                             | 増子直純 (怒髪天) | 上原子友康 (怒髪天) | 野間康介           | 1:51  |
| 9.        | 「ノッてけ '92」                       | 前田亘輝          | 春畑道哉            | TUBE               | 1:26  |
| 10.       | 「LOVE BEACH」                         | 前田亘輝          | 春畑道哉            | TUBE               | 1:36  |
| 11.       | 「僕達だけの Summer Days」             | 前田亘輝          | 春畑道哉            | TUBE               | 1:37  |
| 12.       | 「I'm in love you, good day sunshine」 | 前田亘輝          | 春畑道哉            | 徳永暁人           | 1:45  |
| 13.       | 「海の家」                             | 前田亘輝          | 春畑道哉            | TUBE               | 1:31  |
| 14.       | 「Let's go to the sea 〜OASIS〜」      | 前田亘輝          | 春畑道哉            | TUBE、大島こうすけ | 1:15  |
| 15.       | 「SUMMER DREAM」                       | 亜蘭知子          | 織田哲郎            | 織田哲郎           | 1:56  |
| 16.       | 「ひまわり」                           | 前田亘輝          | 春畑道哉            | TUBE               | 1:44  |
| 17.       | 「ゆずれない夏」                       | 前田亘輝          | 春畑道哉            | TUBE               | 1:20  |
| 18.       | 「Horizon」                            | 前田亘輝          | 春畑道哉            | TUBE               | 1:29  |
| 19.       | 「きっと どこかで」                    | 前田亘輝          | 春畑道哉            | TUBE、池田大介     | 1:26  |
| 20.       | 「あの夏を探して」                     | 前田亘輝          | 春畑道哉            | TUBE               | 1:27  |
| 21.       | 「抱きしめてAgain」                    | 前田亘輝          | 春畑道哉            | TUBE               | 1:23  |
| 22.       | 「BECAUSE I LOVE YOU」                 | 亜蘭知子          | 長戸大幸、西村麻聡  | 長戸大幸           | 2:04  |
| 23.       | 「サザンクロス」                       | 前田亘輝          | 春畑道哉            | TUBE               | 1:45  |
| 24.       | 「夏を待ちきれなくて」                 | 前田亘輝          | 春畑道哉            | TUBE               | 2:00  |
| 25.       | 「Remember Summer」                    | 前田亘輝          | 春畑道哉            | TUBE               | 1:10  |
| 26.       | 「シーズン・イン・ザ・サン」           | 亜蘭知子          | 織田哲郎            | 織田哲郎           | 1:36  |
| 27.       | 「月と太陽」                           | 前田亘輝          | 春畑道哉            | TUBE               | 1:21  |
| 28.       | 「さよならイエスタデイ」               | 前田亘輝          | 春畑道哉            | TUBE               | 1:12  |
| 29.       | 「恋してムーチョ」                     | 前田亘輝          | 春畑道哉            | TUBE               | 1:43  |
| 30.       | 「-純情-」                             | 前田亘輝          | 春畑道哉            | TUBE               | 1:23  |
| 31.       | 「ガラスのメモリーズ」                 | 前田亘輝          | 春畑道哉            | TUBE               | 1:19  |
| 32.       | 「それでも恋は素敵」                   | 前田亘輝          | 春畑道哉            | TUBE               | 1:58  |
| 33.       | 「MADE IN SUMMER」                     | 前田亘輝          | 春畑道哉            | TUBE               | 1:07  |
| 34.       | 「Naturally」                          | 前田亘輝          | 春畑道哉            | TUBE               | 2:14  |
| 35.       | 「夏よありがとう」                     | 前田亘輝          | 春畑道哉            | TUBE               | 5:46  |
| 合計時間: | 合計時間:                              | 合計時間:         | 合計時間:           | 合計時間:          | 59:39 |